# Ivan Ďurička
Ivan Ďurička (22. června 1922 Martin – 1944) byl slovenský knihkupec a divadelní ochotník.

## Životopis
Vyučil se knihkupcem a v papírníkem. V roce 1940–1944 byl současně i tajemníkem Slov. spevokolu a Slovenského komorního divadla v Martině. Účastník SNP jako hlasatel Svobodného slov. vysílače v Banské Bystrici (1944). Po potlačení SNP ho v Martině zatklo Gestapo. Zahynul pravděpodobně při bombardování vězeňského transportu a Oranienburgu.